# Kuchnia japońska

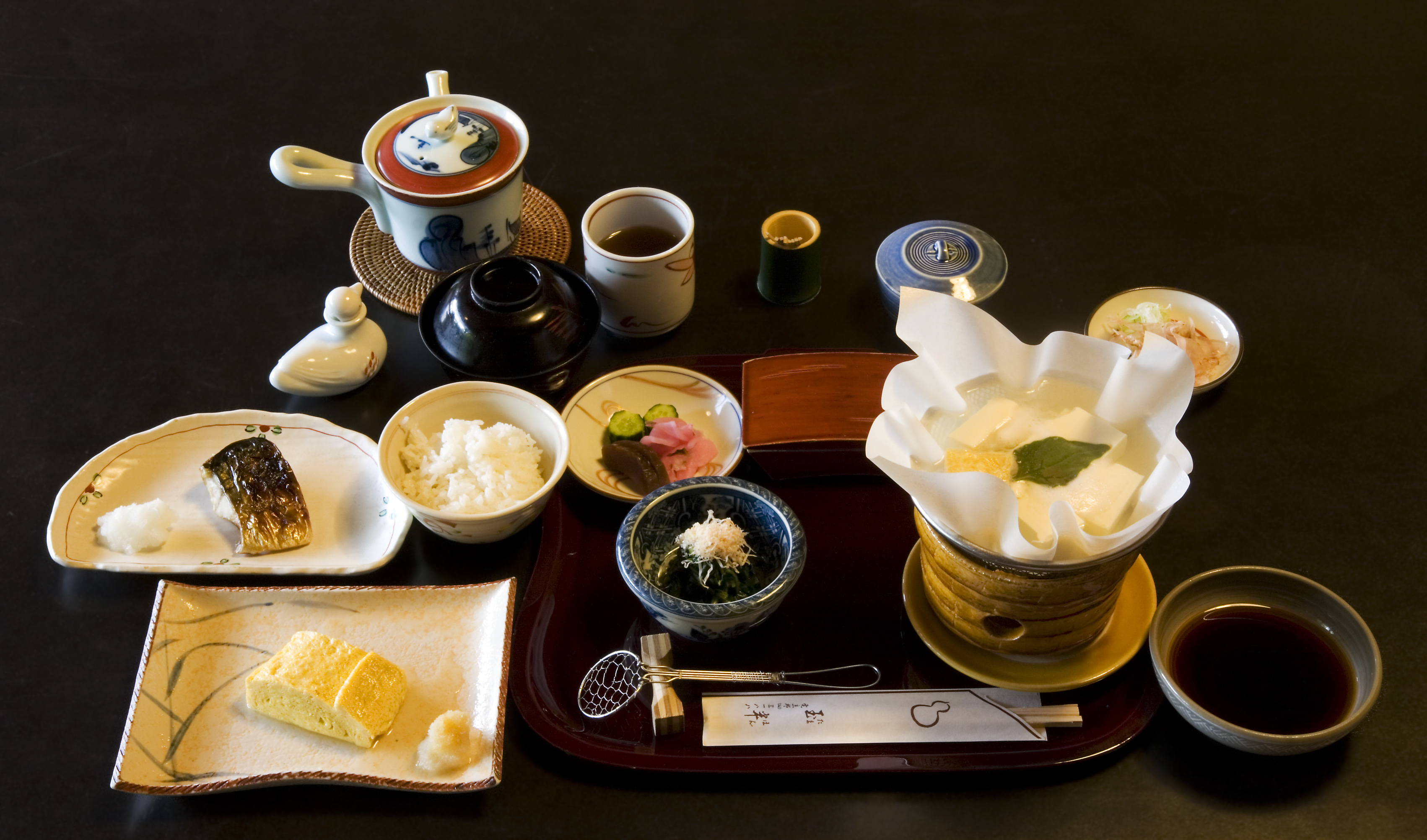
Tradycyjne japońskie śniadanie (w ryokanie, hotelu)

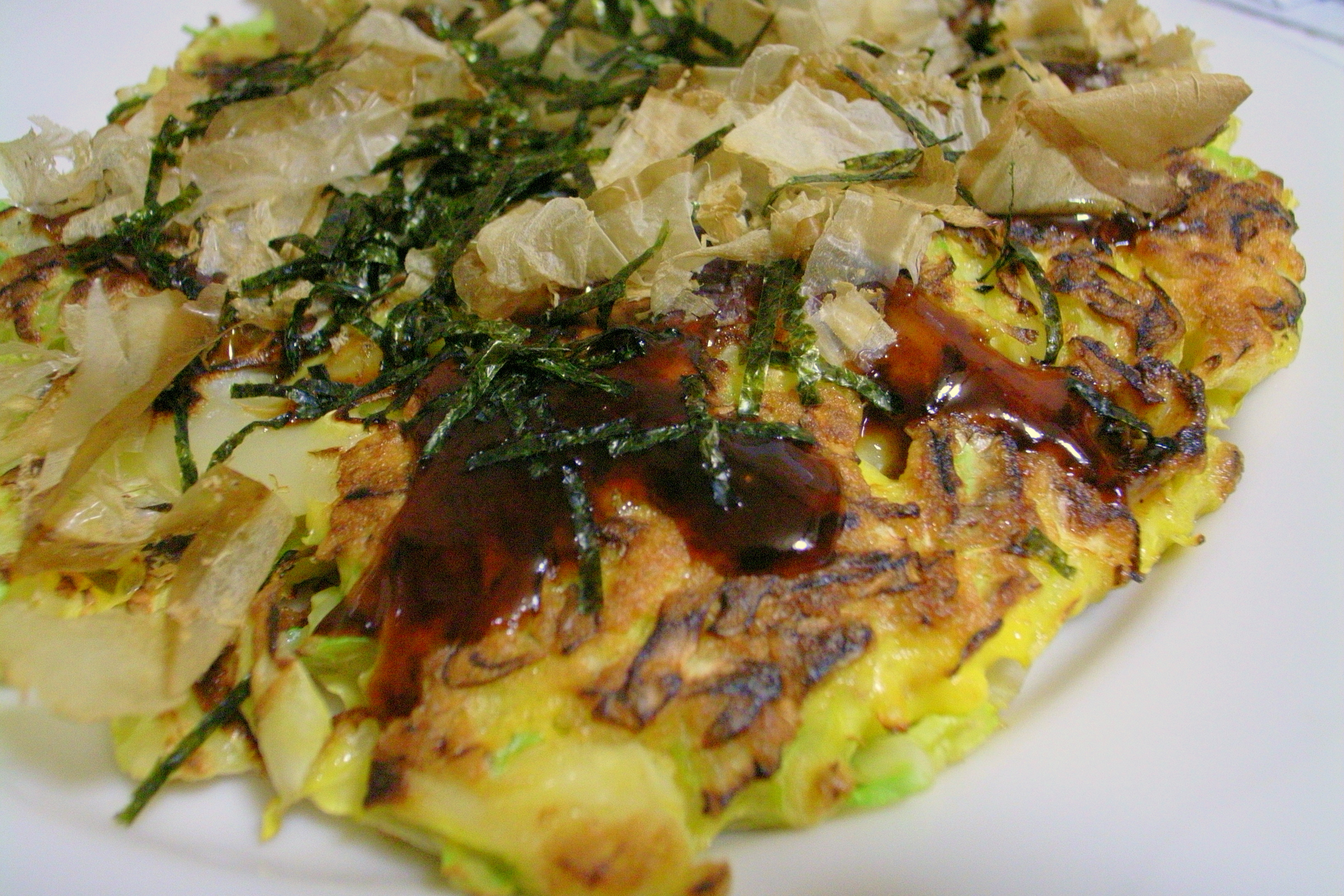
O-konomi-yaki

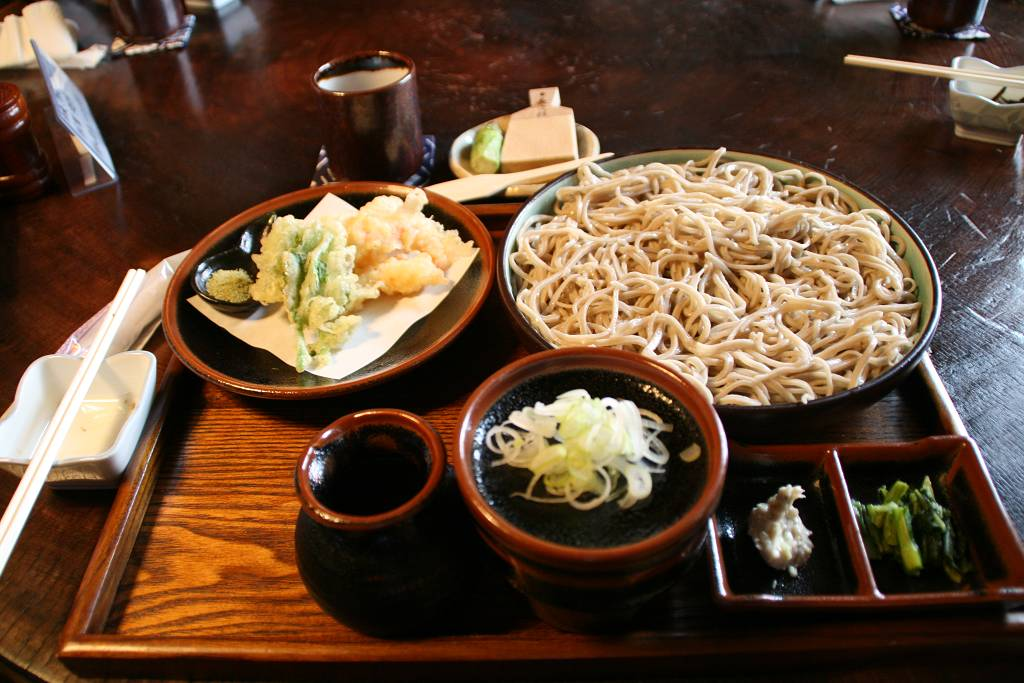
Soba

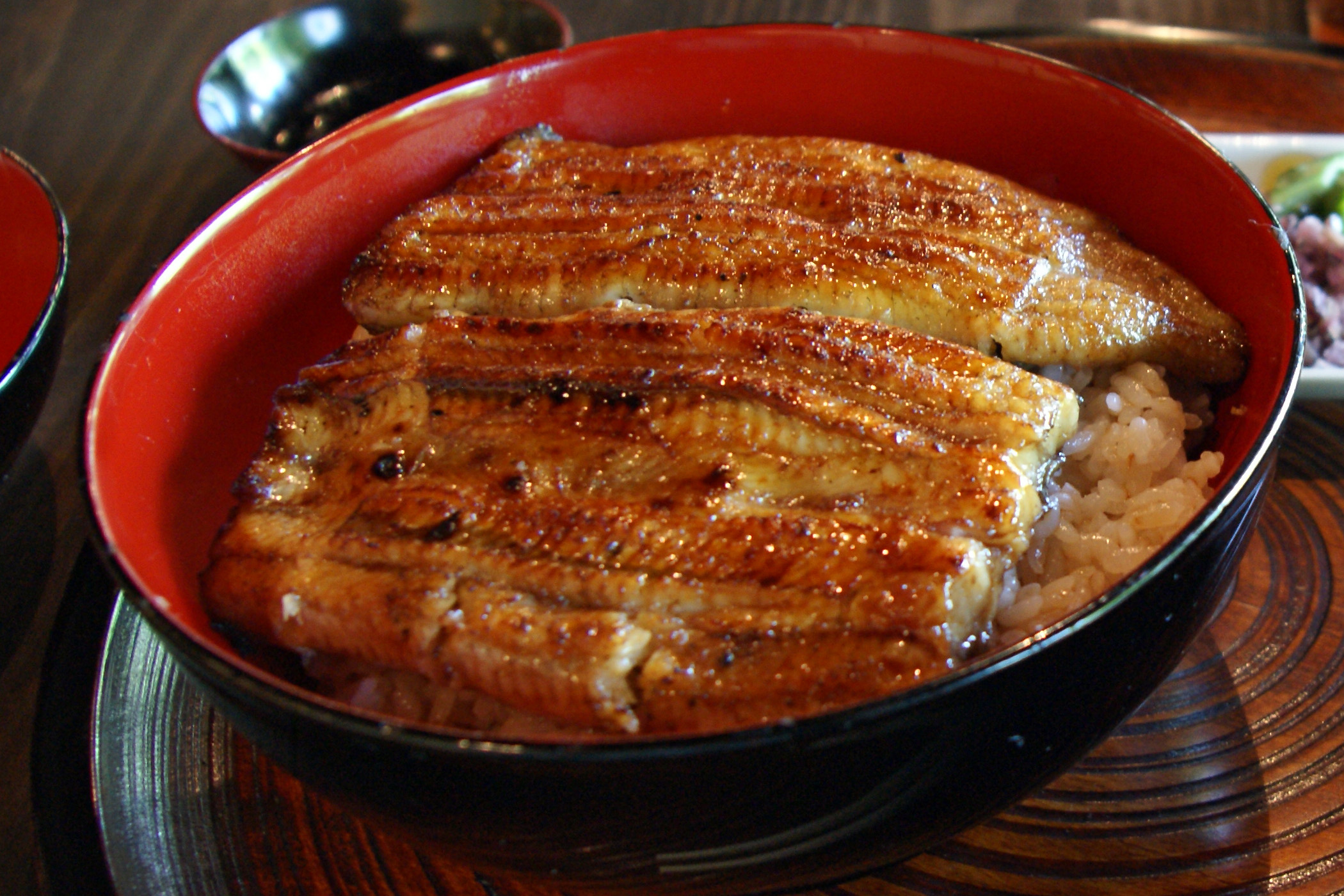
Una-don (miska z węgorzem i ryżem), tu: jako kaba-yaki maczany w shōyu i grillowany, podawany na ryżu

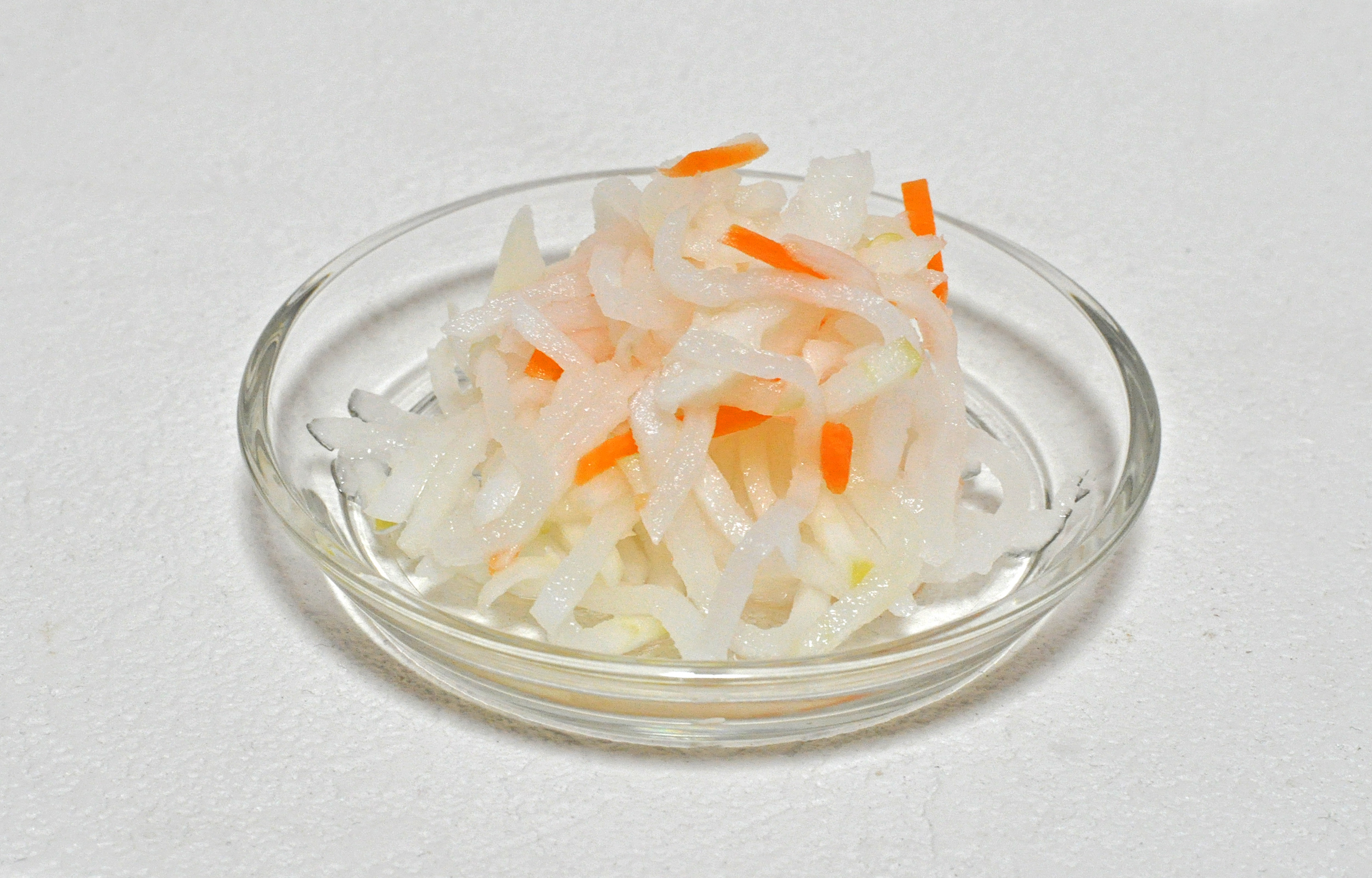
Sałatka czerwono-biała kōhaku-namasu

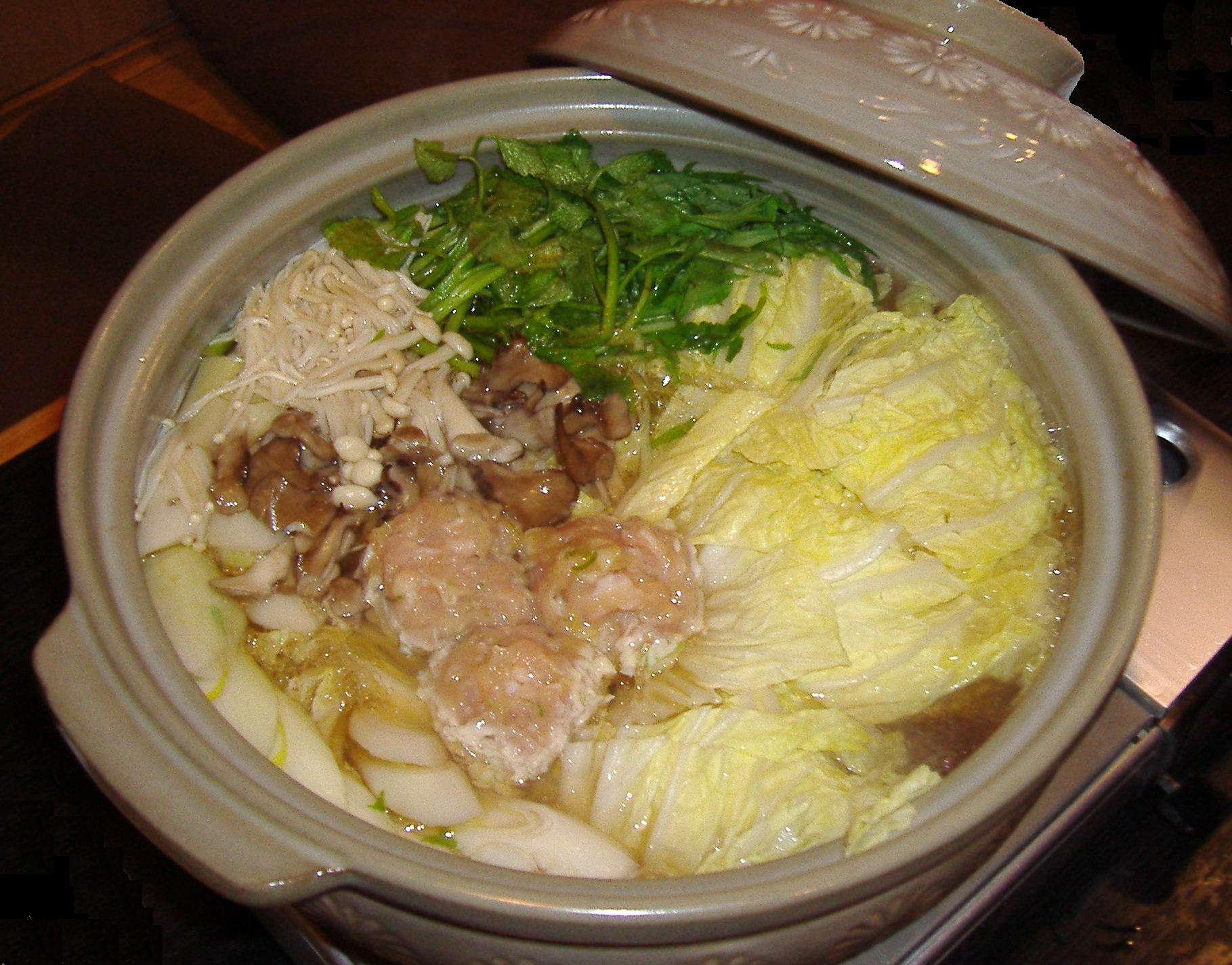
Nabe-mono z Kansai

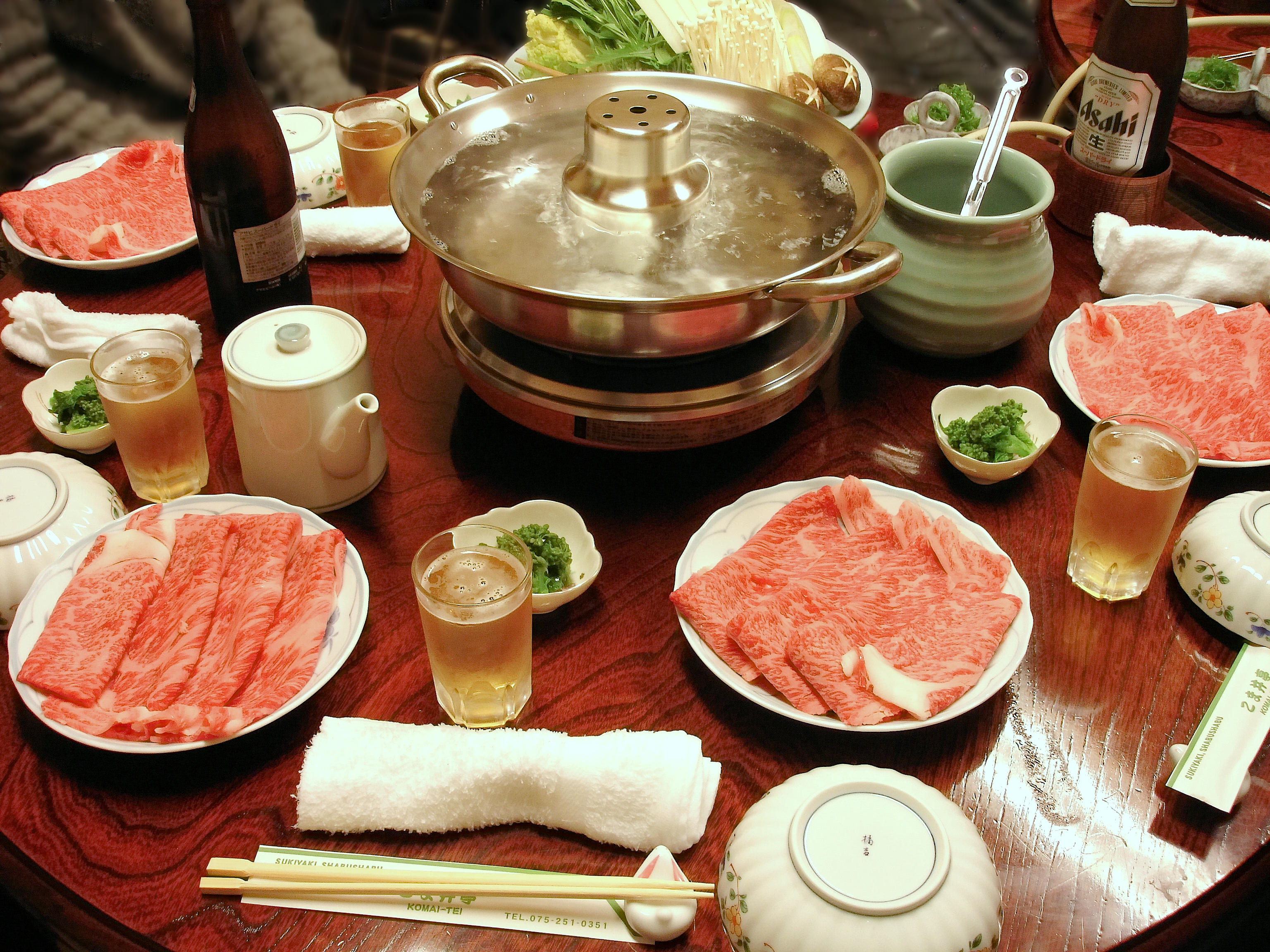
Shabu-shabu

Dla kuchni japońskiej charakterystyczne jest użycie ryb (jedzonych także na surowo), rozmaitych owoców morza, w tym wodorostów oraz warzyw. Popularne są zupy gotowane bezpośrednio na stole, w specjalnym garnku podgrzewanym dawniej węglem drzewnym, a obecnie gazem, a także jedzenie zanurzanych we wrzątku mięsa, ryb i warzyw. 

## Kultura jedzenia
Japończycy jedzą pałeczkami (hashi). Nakrywając do stołu, po lewej stronie stawiają miseczkę z ryżem, po prawej – z zupą. Pałeczki leżą równolegle przed nimi, oparte o hashioki. Zupę pije się z miseczki, do innych talerzy i naczyń sięga się pałeczkami. 
Przed rozpoczęciem jedzenia, w momencie otrzymywania dań, wypowiada się formułę grzecznościową: Itadakimasu → „Pozwolę sobie przyjąć poczęstunek”. 
W ten sposób honoruje się wszystkich zaangażowanych w wytworzenie i przygotowanie posiłku: rolników, rybaków, rodzinę, a także wyraża podziękowanie zwierzętom i roślinom, które poświęciły się, aby stać się samym posiłkiem. 
Po spożyciu posiłku należy powiedzieć: Go-chisō-sama deshita → „Dziękuję za poczęstunek”, mniej formalnie: Go-chisō-sama. Dosłownie: „Wymagało to dużo pracy (przygotowanie posiłku)”, co można zinterpretować: „Dziękuję za posiłek, to była uczta”. Podobnie jak Itadakimasu, dziękuje wszystkim związanym z posiłkiem, łącznie z samym jedzeniem. Pominięcie Go-chisō-sama jest nietaktem i niewdzięcznością.

## Rodzaje dań
Opisy dań kuchni japońskiej można dzielić według różnych kryteriów. Jednym z nich jest rozróżnienie na podstawie pochodzenia, innym – sposób przyrządzania. 
Pierwsza grupa to dania pochodzenia rodzimego nazywane po japońsku: washoku, nihon-ryōri, nihon-shoku. Są to potrawy wymyślone w Japonii lub obecne w kuchni tego kraju od tak dawna, że stały się jej integralną częścią. Drugą grupę stanowią „dania w stylu zachodnim” (yōshoku), do której zalicza się potrawy, które pojawiły się w tym kraju po restauracji Meiji. Do grupy tej zaliczyć można na przykład kluski rāmen, czy kotlet wieprzowy tonkatsu.
Według sposobu przyrządzania, potrawy mogą należeć do następujących grup:
- su-no-mono – rodzaj potraw, sałatek z warzyw i mięsa ryb, przyprawianych octem ryżowym:
  - namasu – danie z surowej ryby lub warzyw (pokrojonych w drobne paski) przyprawionych osłodzonym octem ryżowym (su), rodzaj su-no-mono; w okresie Nowego Roku sałatka (kōhaku-namasu → czerwono-biała) z daikonu i marchwi oznacza szczęście i jest jednym z elementów osechi-ryōri;
- ni-mono – dania gotowane: 
  - miso-shiru, sui-mono (rodzaj consommé, klarowny bulion z dodatkami unoszącymi się w nim), tonjiru (zupa miso z wieprzowiną i warzywami) – zupy, buliony;
  - nabe-mono – dania gotowane w jednym naczyniu, jednogarnkowe, rodzaj „gorącego garnka”, np. shabu-shabu; danie o nazwie chanko-nabe (bulion, różne rodzaje mięsa, grzyby, tofu, warzywa jest podstawą diety zapaśników sumo;
  - mushi-mono – dania gotowane na parze (np. chawan-mushi → krem jajeczny z kurczakiem, krewetkami, grzybami, nasionami miłorzębu, mitsuba → pietruszka japońska, Cryptotaenia japonica);
  - aemono – posiekane ryby, skorupiaki lub warzywa przyprawione różnego rodzaju sosami, dressingiem; znaczenie słowa odnosi się zarówno do dressingu (często przetarte tofu, pasta sezamowa z dodatkiem shōyu i cukru), jak i do samej sałatki, potrawki z niego przygotowanej.
- teppan-yaki – mięso i warzywa pieczone na stalowej płycie;
- yaki-mono – dania z ryb, owoców morza, mięsa i drobiu, pieczone na ruszcie lub opalanym węglem drzewnym grillu;
- age-mono – dania smażone w głębokim oleju, w wąskim znaczeniu tempura[3];
- tsukemono – japońskie pikle, czyli warzywa marynowane lub poddane fermentacji mlekowej w celu ich dłuższego przechowywania;
- gohan – (1) gotowany ryż, (2) posiłek; asa-gohan (asa-meshi) → śniadanie, hiru-gohan → obiad, ban-gohan, yū-gohan → kolacja
- sushi – jedno z najbardziej znanych dań; z zaprawionego octem ryżu, nori i owoców morza.[4][5][1][6][7].

## Typowy posiłek
Współcześnie Japończycy spożywają, podobnie jak Europejczycy, trzy posiłki dziennie. Zwykle w ich skład wchodzi zestaw potraw nazywany ichijū-sansai. Składa się on z pięciu elementów. Są to: miska ryżu, miska zupy (stanowią one elementy obowiązkowe) oraz trzy potrawy, z których każda została wybrana z innej grupy dań.